# Indigo Nights
Indigo Nights è un album live del cantante e musicista statunitense Prince, pubblicato nel 2008.

## Descrizione
Indigo Nights contiene 15 tracce di cui: 8 versioni live di canzoni già nel repertorio dell'artista, 4 cover, 2 inediti e un monologo.
La vendita dell'album è accompagnata dal libro 21 Nights.

## Tracce
1. 3121 – 7:44 (con una variazione di D.M.S.R. dall'album 1999)
2. Girls & Boys – 4:05
3. Song of the Heart – 1:39
4. Delirious – 2:01
5. Just Like U – 2:49 (monologo)
6. Satisfied – 6:19
7. Beggin' Woman Blues – 6:43 (inedito)
8. Rock Steady featuring Beverley Knight – 6:37 (cover di Aretha Franklin)
9. Whole Lotta Love – 4:42 (cover dei Led Zeppelin)
10. Alphabet St. – 6:09
11. Indigo Nights – 3:41 (inedito)
12. Misty Blue featuring Shelby J. - 4:25 (cover di Ella Fitzgerald)
13. Baby Love featuring Shelby J. - 3:54 (cover di Mother's Finest)
14. The One - 9:08 (con il guitar solo di The Question of U dall'album Graffiti Bridge)
15. All the Critics Love U in London - 7:05 (variazione di All the Critics Love U in New York dall'album 1999)